# Anarchia, państwo, utopia
Anarchia, państwo, utopia (teoria legalistyczna) – traktat z filozofii politycznej autorstwa Roberta Nozicka, opublikowany w 1974 i prezentujący jego teorię sprawiedliwości.

## Kontekst powstania
Praca Nozicka powstała w odpowiedzi na teorię sprawiedliwości Johna Rawlsa (1971) i jest najbardziej znaną jego krytyką, zarówno w zakresie koncepcji sprawiedliwości i, jak i modelu państwa, który jest jej konsekwencją .
John Rawls zaproponował nowatorską koncepcję umowy społecznej, w której projektował sprawiedliwe zasady dystrybucji dóbr w strukturze podstawowej społeczeństwa. Struktura podstawowa jest układem zasadniczych instytucji politycznych, społecznych i gospodarczych w danym społeczeństwie, określających warunki życia i oczekiwania jednostek ludzkich w społeczeństwie.
Nozick nie zgadzał się ze sformułowanymi przez Rawlsa zasadami sprawiedliwości i zaprezentowanym przez niego modelem społeczeństwa. Swoją propozycję sformułował w książce Anarchia, państwo, utopia .
W przeciwieństwie do Rawlsa, który rozwijał i modyfikował swoją teorię przez dziesięciolecia, w toku dyskusji z krytykami i zwolennikami, Nozick przedstawił swoją koncepcję w tym jednym traktacie, nie odnosząc się do późniejszych krytyk i nie rozwijając jej.

## Treść teorii
Koncepcja Nozicka ma charakter libertariański. Uznaje, że u podstaw teorii sprawiedliwości muszą znaleźć się wolne jednostki, wyposażone w podstawowe prawa i wolności. Teoria Nozicka określa zasady, zgodnie z którymi jednostka ma działać, aby rezultat mógł być określony jako „sprawiedliwy”. O ile Rawls ujmował sprawiedliwość jako bezstronność (justice as fairness), Nozick zaproponował teorię sprawiedliwości jako poszanowania podstawowych uprawnień (entitlements) jednostek .
Podstawowym założeniem teorii Nozicka jest teza o samoposiadaniu się jednostek (jednostka jest właścicielem własnego ciała, z czego wynikają podstawowe prawa np. do integralności cielesnej czy autonomii). Teza ta wynikać ma z Kantowskiego imperatywu praktycznego (człowiek ma być traktowany jako cel, a nie wyłącznie jako środek ku celom). Wynika z niej, że ludzie są odrębnymi jednostkami wyposażonymi w podstawowe prawa, których inni nie mogą naruszać, oraz nie mogą być instrumentalizowani (traktowani jako środki do celów). Nozick wskazuje, że jeżeli założymy, że istnieją jednostki, które mają prawo do posiadania swoich aktualnych dóbr, to sprawiedliwe będą jakiekolwiek rezultaty swobodnej, nieprzymuszonej, wymiany dóbr między takimi jednostkami. Nozick, podobnie jak inni libertarianie, sprzeciwia się kontroli i ograniczeniom dobrowolnych transferów, uznając np. że ich opodatkowanie jest niesprawiedliwe.
W konsekwencji, o ile państwo w ujęciu Rawlsa szeroko zajmowało się dystrybucją dóbr, to dla Nozicka jedynym sprawiedliwym państwem jest państwo minimalne , którego jedynym zadaniem jest stanie na straży zasady naprawy krzywd. Ma chronić jednostki przed niesprawiedliwym zawłaszczaniem i przymusowymi transferami. Jakikolwiek inny przymus z jego strony, w tym podatki, jest traktowany jako niesprawiedliwy. Sprawiedliwość nie jest stanem (np. pewnym rozkładem dóbr pomiędzy jednostkami), ale rezultatem podążania za sprawiedliwymi regułami (ma charakter proceduralny i historyczny) .
Nozick wyróżnia trzy zasady sprawiedliwości:
- zasada pierwszego nabywania – określa, w jaki sposób można sprawiedliwie nabyć (zawłaszczyć) dobra w sposób pierwotny. Koncepcja Nozicka jest tu zbliżona do tej, zaprezentowanej przez Locke’a. Nabyć w sposób pierwotny można tylko dobra niebędące w niczyim posiadaniu, poprzez pracę nad nimi[11],
- zasada sprawiedliwego transferu – określa, że osoba nabywająca w sposób dobrowolny dobra od osoby uprawnionej, staje się osobą uprawnioną do ich posiadania,
- zasada naprawy krzywd – określa, że nikt nie jest uprawniony do posiadania dóbr, jeśli nie wszedł w ich posiadanie na mocy jednej z dwóch powyższych zasad. Tym samym, jego posiadanie jest traktowane jako niesprawiedliwe i musi zostać naprawione.

## Polska nazwa
Swą teorię sprawiedliwości Nozick określił jako entitlement theory. Polscy tłumacze oddali to ją jako „teorię legalistyczną”, wskazując, że przekład dokładniejszy „teoria uprawnieniowa” jest nieporęczny. W polskich opracowaniach dodatkowo funkcjonują też inne nazwy: „koncepcja uprawnień”, „teoria sprawiedliwości Nozicka” czy „libertariańska teoria sprawiedliwości”.